# Guadalajara (tỉnh)

Tỉnh Guadalajara

Guadalajara là một tỉnh của central/north-central Tây Ban Nha, in the northern part of the cộng đồng tự trị Castile-La Mancha. Tỉnh này giáp các tỉnh Cuenca, Madrid, Segovia, Soria, Zaragoza, và Teruel.
Dân số năm 2006 là 213.505 người, với gần 35% dân số sống ở tỉnh lỵ. Diện tích là 12.190 km². Thủ phủ là Guadalajara. Có 288 đô thị ở tỉnh này.

## Comarca
- La Alcarria
- La Campiña
- La Serranía
- Señorío de Molina-Alto Tajo